# فريدا غوستافسون
فريدا غوستافسون (بالسويدية: Frida Gustavsson) (ولدت في 6 يونيو 1993) عارضة أزياء سويدية.

## نشأتها
ولدت فريدا جوستافسون ونشأت في إحدى ضواحي ستوكهولم، السويد. عملت والدتها كمعلمة، وكان والدها يعمل بائعًا. نشطت فريدا غوستافسون في ألعاب القوى طوال طفولتها. كعداءة، ومتسابقة حواجز، ومتسابقة قفز طويل. حلمت بالتنافس في الألعاب الأولمبية، لكن إصابتها في الركبة في الرابعة عشرة من عمرها منعتها من متابعة هدفها.

## حياتها الشخصية
في يونيو 2011، تخرج من صالة سانت مارتينز للألعاب الرياضية في سوندبيبيرج، السويد، ارتبطت بالزاوج من المصور هجالمار ريشلين من عام 2015 إلى عام 2017. في عام 2022، تزوجت مرة ثانية وهذه من المرة من رجل يدعى مارسيل إنجدال في كنيسة ستوركيركان في ستوكهولم.

## روابط خارجية
- فريدا غوستافسون على موقع IMDb (الإنجليزية)
- فريدا غوستافسون على موقع قاعدة بيانات الأفلام السويدية (السويدية)
- فريدا غوستافسون على موقع قاعدة بيانات الفيلم (الإنجليزية)
- فريدا غوستافسون على موقع دليل عارضات الأزياء (الإنجليزية)
- فريدا غوستافسون في ستايل.كوم
- فريدا غوستافسون نسخة محفوظة 6 أبريل 2022 على موقع واي باك مشين. في مجلة نيويورك
- فريدا غوستافسون في ديزين سين
- فريدا غوستافسون في موديلز.كوم